# モーリス (競走馬)
モーリス（欧字名:Maurice 香: 滿樂時、2011年3月2日 - ）は、日本の競走馬・種牡馬。
主な勝ち鞍は2015年の安田記念、マイルチャンピオンシップ、香港マイル、2016年のチャンピオンズマイル、天皇賞（秋）、香港カップ。デビューから2年間は重賞を勝利することはできなかったが、2014年に堀宣行厩舎へ転厩以降は出走した全レースで連対を果たし、2015年は初戦の1000万下条件戦から安田記念、マイルチャンピオンシップ、香港マイルとマイルGI3戦を含む6連勝を果たして同年度のJRA賞年度代表馬、最優秀短距離馬に選出された。2016年も上半期にチャンピオンズマイルを制し、下半期は中距離路線に転向して天皇賞・秋、香港カップを制して現役を引退し、種牡馬となった。アジアの帝王と呼ばれた。
馬名はフランスのバレエ振付師モーリス・ベジャールに由来する。

## 競走馬時代

### デビュー前
本馬の8代母・デヴオーニアは社台ファーム創始者の吉田善哉の父・吉田善助がアメリカから輸入した。その曾孫にあたるメジロクインをメジロ牧場の創設者・北野豊吉が所有し、メジロ牧場の基礎牝系となった。
本馬は2011年3月2日に北海道日高町の戸川牧場で生まれた。母・メジロフランシスは、戸川牧場の代表夫妻がかつてメジロ牧場（2011年に解散）に勤務していた縁で同牧場から引き継いだ繁殖牝馬であった。メジロフランシスの配合相手（2010年シーズン）に本馬の父・スクリーンヒーローが選ばれた経緯について、戸川牧場代表の戸川洋二は「メジロフランシスの産駒は、途中で競馬を止めてしまったり、今ひとつ勝負根性が欠けていました。スクリーンヒーロー、引いては祖母のダイナアクトレスもゴールまでしっかり伸びる粘り、並ばれたら抜かせない勝負根性が印象的で、この馬ならフランシスの欠点を補ってくれるのではないかと選んだんです」と説明している。加えてメジロフランシスは小柄な馬体の馬だったため、「体が小さい母メジロフランシスの馬格を、ストライドの大きさでカバーし、さらに、ゴール前の接戦でも頑張れる気性の馬を」という思惑もあった。
牧場にいた頃のモーリスの印象について戸川代表は「人の手を煩わせない大人しい普通の馬だったので特に印象に残るところがなかった」という。1歳時にコンサイナーである高昭牧場からサマーセールに上場され150万円で大作ステーブルに落札されると、翌年の北海道トレーニングセールの公開調教でゴール前2ハロンの最速時計 (21秒8) を計測しノーザンファームに1,050万円(消費税込)で落札される。吉田善助がデヴオーニアを導入してから8代、巡り巡って再び吉田一族の手元に戻ってきたのであった。

### 2歳（2013年）
栗東トレーニングセンター・吉田直弘厩舎に入厩し、10月6日の京都競馬場の芝1400mの新馬戦で内田博幸を鞍上にデビューし、2着馬に3馬身差をつけ2歳コースレコードで勝利を飾った。続く京王杯2歳ステークスではライアン・ムーアが騎乗し、1番人気に推されるもスタートで出遅れ6着に敗れた。ムーアは「立ち上がったところでスタートが切られてしまいました。その後、挽回するのに体力を使いました。最後は伸びているのですが、脚を余しました。実力があり、すごい馬ですが、スタートで問題がなければ...と思います。」とコメントしている。朝日杯フューチュリティステークスは除外となり、3戦目の万両賞では川田将雅が騎乗し、2勝目を挙げてオープン入りを果たした。

### 3歳（2014年）
3歳初戦は1月12日のシンザン記念より始動し、レースでは3番人気に推されるもミッキーアイルの5着に敗れ、その後のスプリングステークスでは4着、京都新聞杯でも7着と勝ちあぐね、白百合ステークスは3着と、4連敗を喫して長期休養に入ったため、この年は勝ち星を挙げることができなかった。また、この休養期間中に美浦トレーニングセンターの堀宣行厩舎へ転厩する。転厩当時は背腰の痛みが取れない状態で、堀厩舎では負担がかからないように入念なケアが施された。

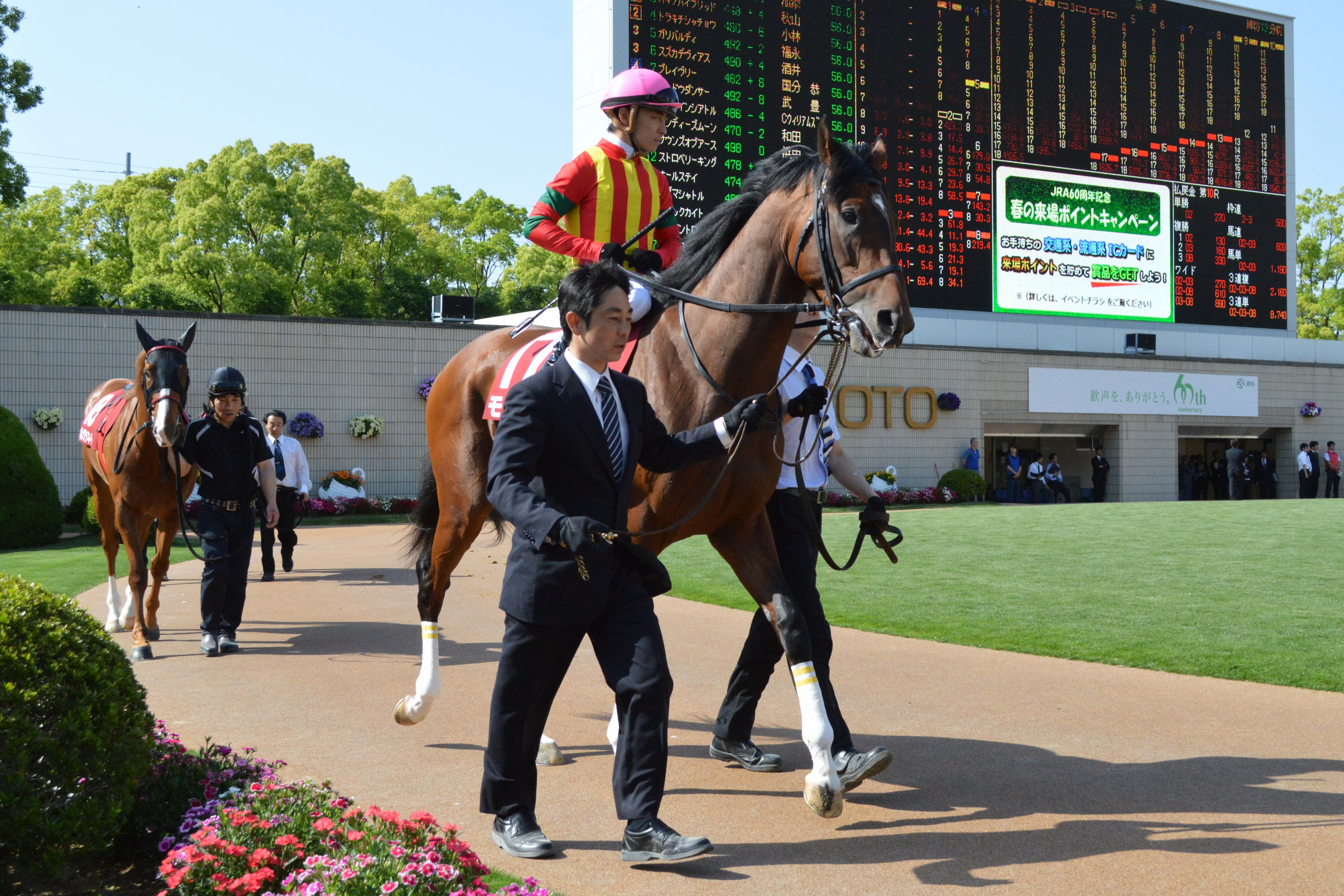
関西馬時代。手前は吉田直弘調教師。

### 4歳（2015年）
転厩初戦となった1月25日の若潮賞でおよそ半年ぶりに復帰し勝利すると、鞍上に戸崎圭太を迎えたスピカステークスではスタートでの出遅れがあったもののメンバー最速の上り (33秒8) で差し切り勝利を挙げオープン入りを果たす。
引き続き戸崎とのコンビで挑んだダービー卿チャレンジトロフィーでは前走同様スタートで出遅れ後方からのレースになるが、最後の直線で抜け出すと2着馬のクラリティシチーに3馬身半差をつけて勝利し、2005年にダイワメジャーが同レースで記録したタイム (1分32秒3) を0.1秒上回る1分32秒2のレースレコードで重賞初制覇を飾った。
6月7日、キャリア初のG1レース出走となる安田記念では京都新聞杯以来となる川田将雅に乗り替わり、17頭中本馬を含めた10頭がマイル重賞の優勝馬、GI馬は5頭を数える好メンバーが揃った中で単勝1番人気に支持された。スタートで後手を踏んでいた近走から一転、ほぼ互角のスタートでかかり気味ながら好位に付けると最後の直線でケイアイエレガントをかわして先頭に立ち迫るヴァンセンヌに並びかけられるもこれをクビ差しのぎ優勝。スクリーンヒーロー産駒初のG1制覇を達成した。レース後、川田は「久しぶりに乗って、たくましくなったと感じた」とコメントした。
秋初戦は10月11日の毎日王冠からの始動を予定していたが、2週前追い切り後の疲れが抜け切れなかったため回避し前哨戦を使わずマイルチャンピオンシップへ直行することになった。鞍上に京王杯2歳ステークス以来となるライアン・ムーアを迎えるも、ローテーションを不安視され4番人気と評価を落としたが、レースでは中団で折り合いを付け外目を回り直線に向くと先頭に立ったアルビアーノや馬群から抜け出したフィエロ等を外からかわし2着に1.1/4馬身を付け優勝を飾り、2007年のダイワメジャー以来史上6頭目の安田記念との同一年マイルG1二冠を達成した。レース後にムーアは「堂々とした競馬だった」と称えた。
年内最終戦として、フィエロやダノンプラチナと共に、香港マイルに参戦。地元で絶大な人気を誇るエイブルフレンドとの対決に注目が集まりモーリスは同馬に次いで2番人気に支持される。レースは道中モーリスが中団7番目辺りに位置し、その直後でエイブルフレンドがマークする形となった。最後の直線で並びかけたエイブルフレンドがモーリスをかわすとさらにそれをモーリスが再び差し返し、2番手に上がってきたジャイアントトレジャーに3/4馬身をつけ勝利し、2005年のハットトリック以来、日本調教馬としては10年ぶり史上3頭目の同レース制覇を成し遂げ、6戦全勝でシーズンを終えた。この活躍が高く評価され、年度代表馬と最優秀短距離馬を受賞した。短距離馬の年度代表馬は1998年のタイキシャトル、2013年のロードカナロア以来3頭目となる。

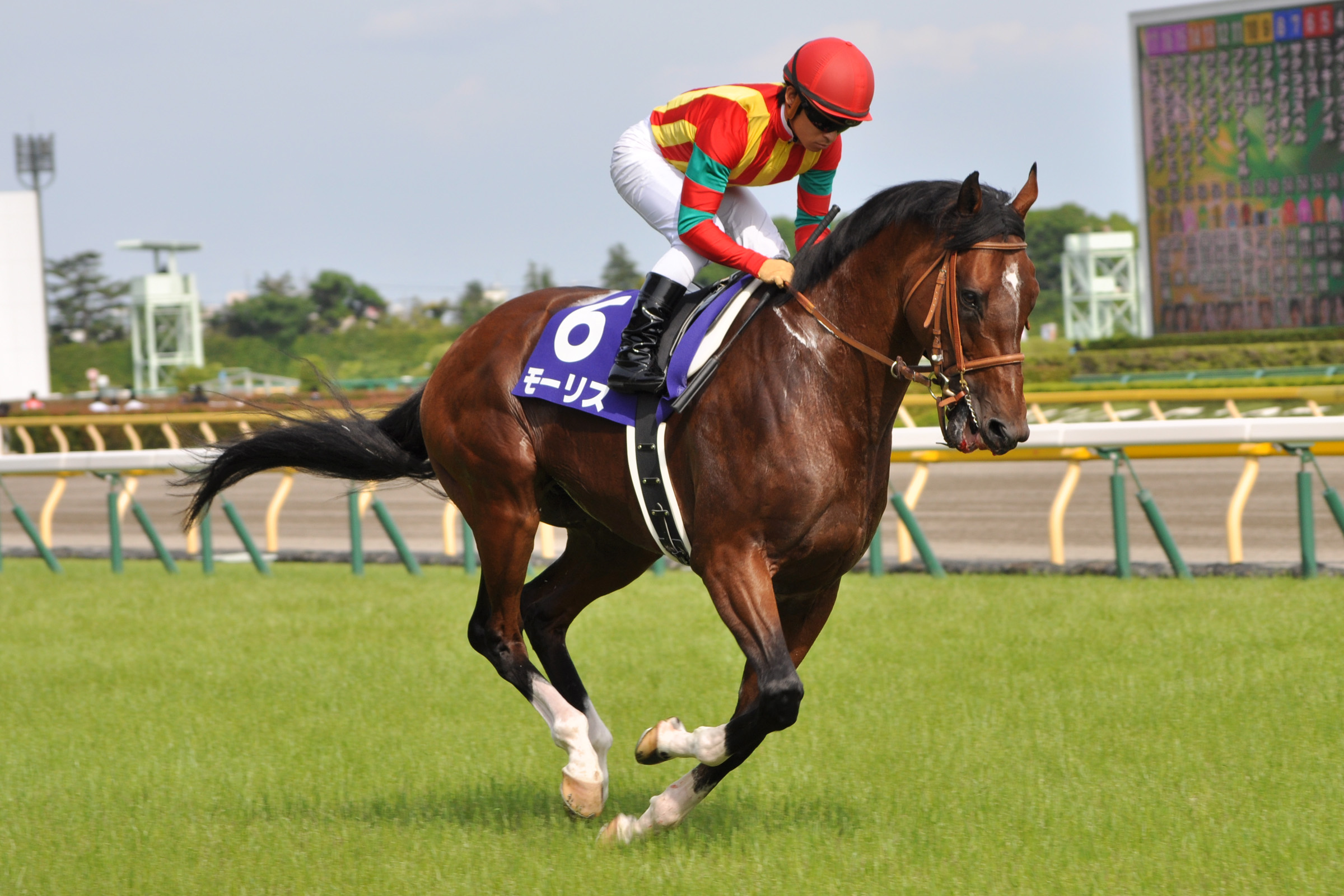
安田記念本馬場入場
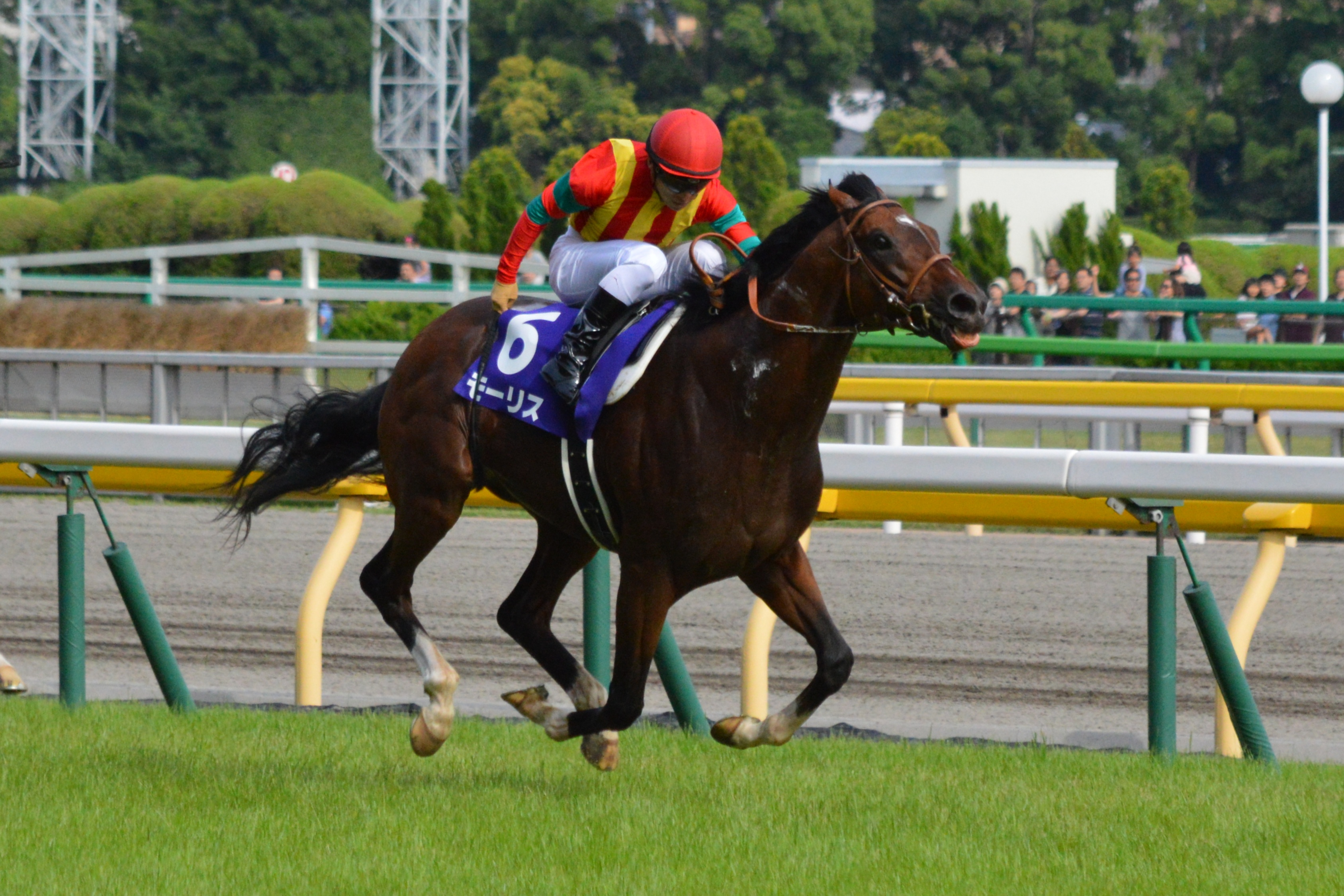
安田記念
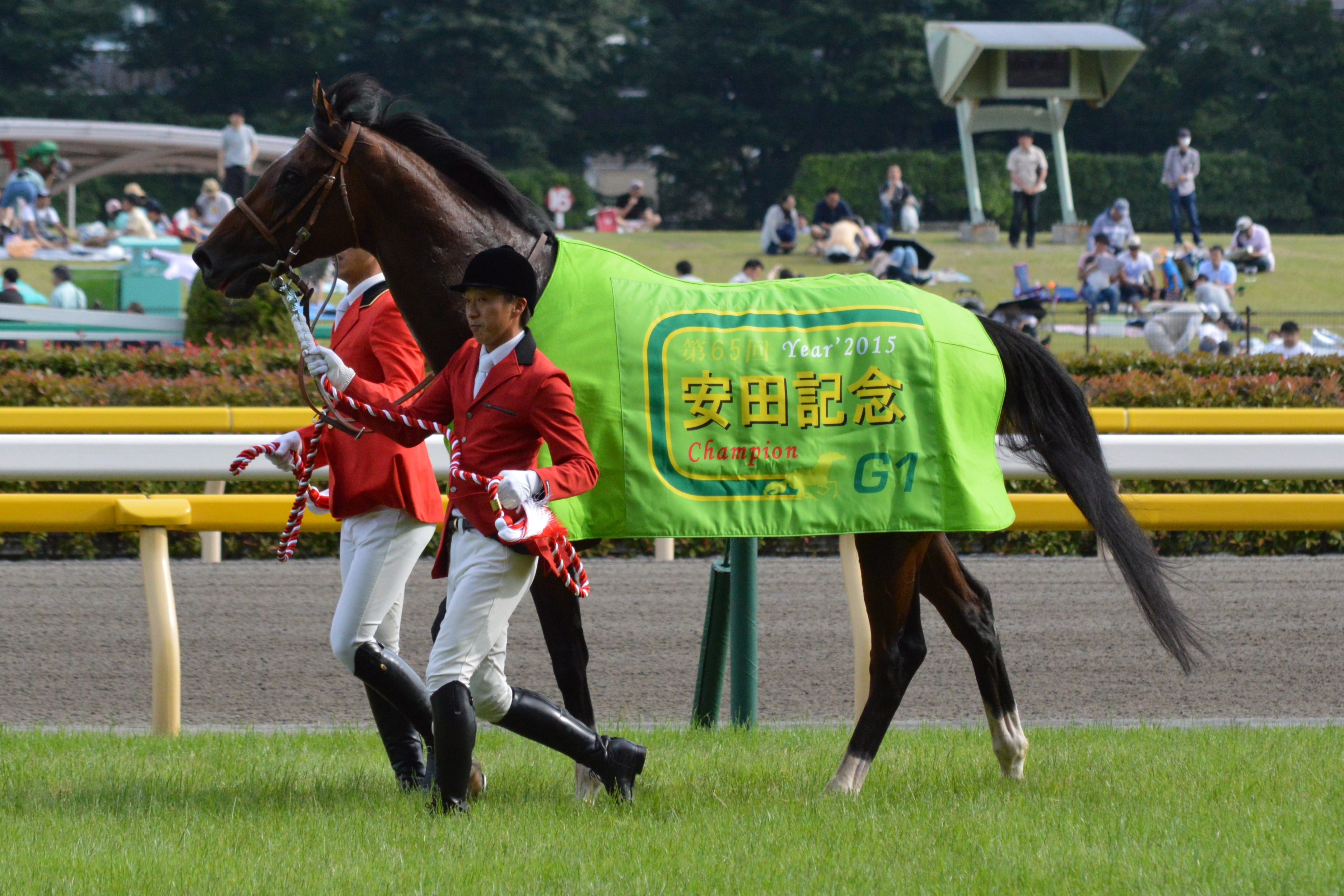
表彰式
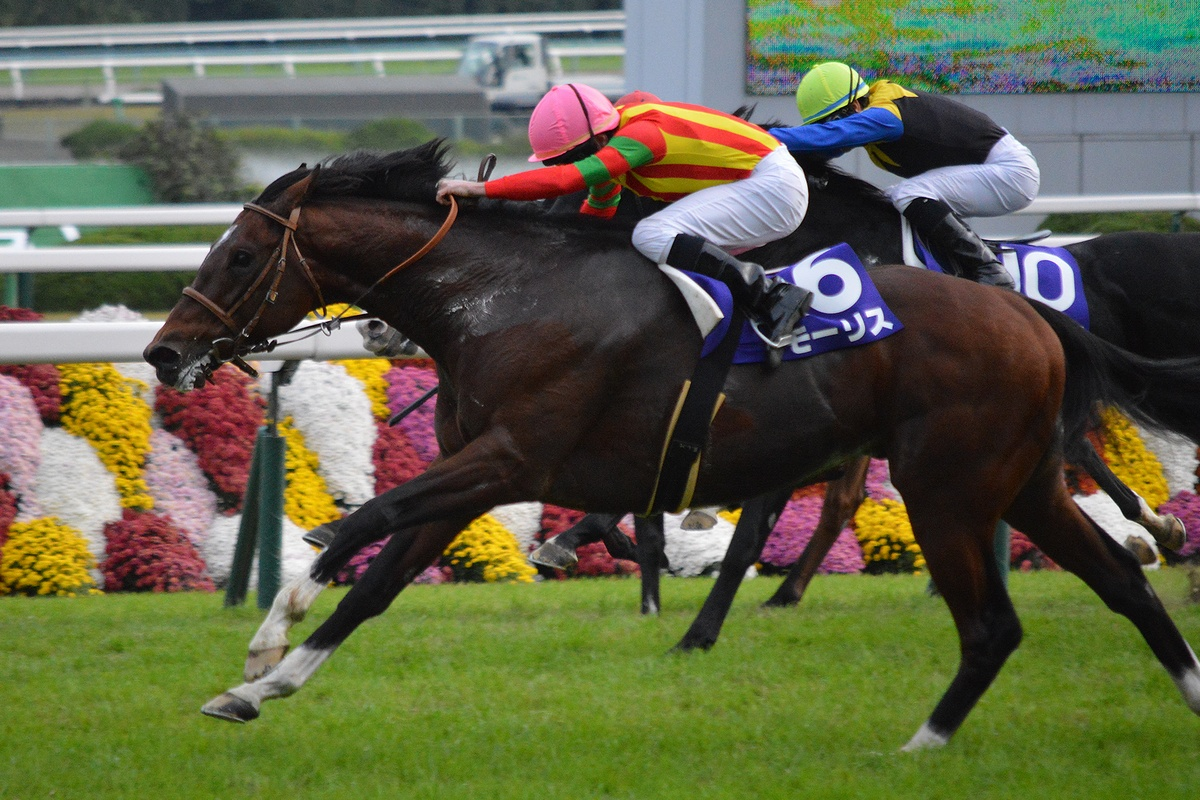
マイルCS
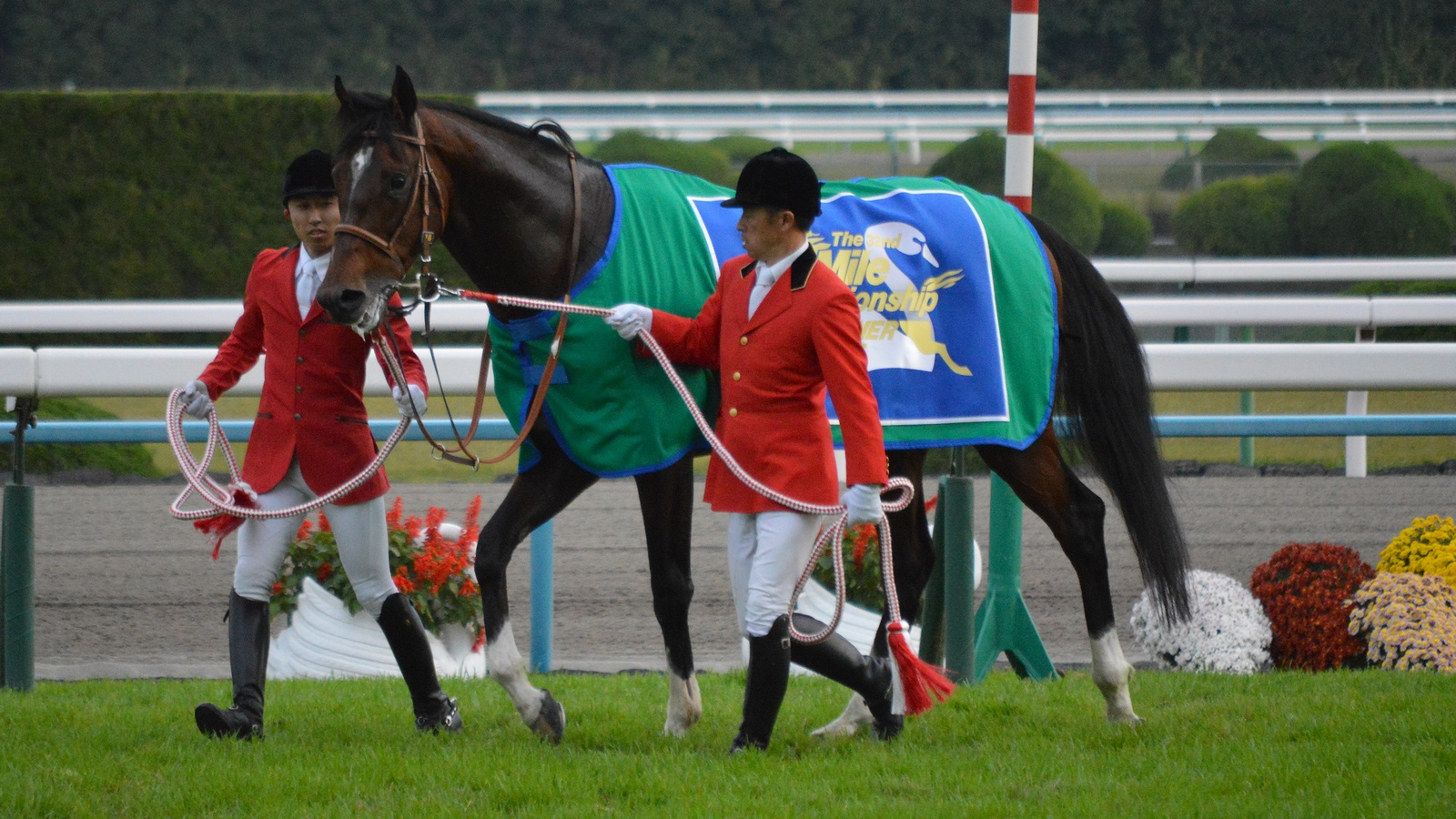
表彰式

### 5歳（2016年）
当初は3月のドバイターフへの参戦を予定していたが、香港遠征の疲れが抜け切らず、また爪を少し痛めたこともあって回避が決まった。
ドバイ回避後は5月1日に香港で行われるチャンピオンズマイルに照準が定められた。鞍上には香港のトップジョッキーであるジョアン・モレイラが迎えられ、当日は断然の1番人気に支持された。レースではスローペースを4番手で折り合い、直線に入ってもまだ持ったままの手応えで軽く仕掛けられると鋭く反応し、2着の地元馬コンテントメントに2馬身差をつけて快勝した。鞍上のモレイラは余裕たっぷりにゴール板手前でガッツポーズを繰り出した。これで前年からの連勝を7に伸ばし、安田記念からGI・4連勝となった。
帰国後初戦として選んだのは連覇を狙い挑んだ安田記念。このレースの鞍上には、この馬に乗る外国人ジョッキーとしては4人目となるトミー・ベリーが迎えられた。単勝オッズでは、これまでの活躍から1倍圏内という圧倒的な人気を集めた。レースではロゴタイプが逃げを図り、モーリスはその後ろにつけ直線で抜かす態勢をとるも、直線では2頭の差は広まっていた。モーリスのスパートはなかなかかからず、残り100mあたりで前を捉えるように前に伸びてくるも、結局ロゴタイプに1と1/4馬身及ばず2着となり、GI連勝は4で止まった。また、この敗戦は堀厩舎への転厩後初黒星でもあった。
安田記念後はノーザンファームにて休養に入る。また、ノーザンファーム代表吉田勝己は秋のローテーションについて距離延長への可能性を示唆しており、そのステップレースとしてワールドオールスタージョッキーズに参加するために来日するジョアン・モレイラとのコンビで8月21日に開催される札幌記念へ向けて調整を進めていくことになった。
そして迎えた本番、札幌記念では中団で上手く折り合いをつけるも終始外目を周る形となり最後の直線では果敢に追い上げるも重馬場が響いたか伸び切れず、同厩のネオリアリズムの逃げ切りを許し2着に敗れる。
札幌記念での敗戦を受けて吉田勝己はその後の路線についての明言は避けたが、レースから2日後の23日にマイルには戻らず10月30日に行われる天皇賞（秋）を目標にすること、そして年末の香港でのレースを持って現役引退することが陣営側から発表された。
国内ラストランとなる天皇賞（秋）はエイシンヒカリやリアルスティールら海外GI優勝馬が顔を揃え、モーリスは単勝1番人気に支持され鞍上に前年の香港マイル以来となるライアン・ムーアを迎えて5枠8番からのスタートとなった。レースはエイシンヒカリがハナに立ち道中スローペースで進み、モーリスは先団を見ながら外目で折り合いをつけ最後の直線で外へと持ち出されると勢いよく脚を伸ばし、後方からメンバー最速の上がり脚(33秒5)で追い上げてきたリアルスティールに1馬身半差をつけ優勝。初の中距離GIを勝利で収め国内最終戦を締めくくった。
引退レースとなる12月の香港競走は当初香港マイルもしくは香港カップのどちらかに出走することが陣営側から発表されるが、ライアン・ムーアを交えての関係者ら協議の末、香港カップに出走する事が決定した。
12月11日、競走馬生活最終戦となる香港カップは日本からは前年の覇者エイシンヒカリやステファノス、ラブリーデイ、クイーンズリングらが出走し、モーリスは単勝1.6倍の1番人気に支持される。レースはエイシンヒカリが逃げる形でレースは進みモーリスはスタートで出遅れ終始後方からのレースとなるが、最後の直線に入るとコースの内側から馬群を割いて追い上げると直線半ばで先頭のエイシンヒカリをかわしてそのまま突き離し、2番手に上がってきた香港馬シークレットウェポンに3馬身差を付けて圧勝、有終の美を飾った。
年が明けた2017年1月15日に中山競馬場で引退式が行われ、同日付で競走馬登録を抹消、社台スタリオンステーションにて種牡馬となった。また同年のシーズンオフからはシャトル種牡馬としてオーストラリアで繋養されることも発表された。

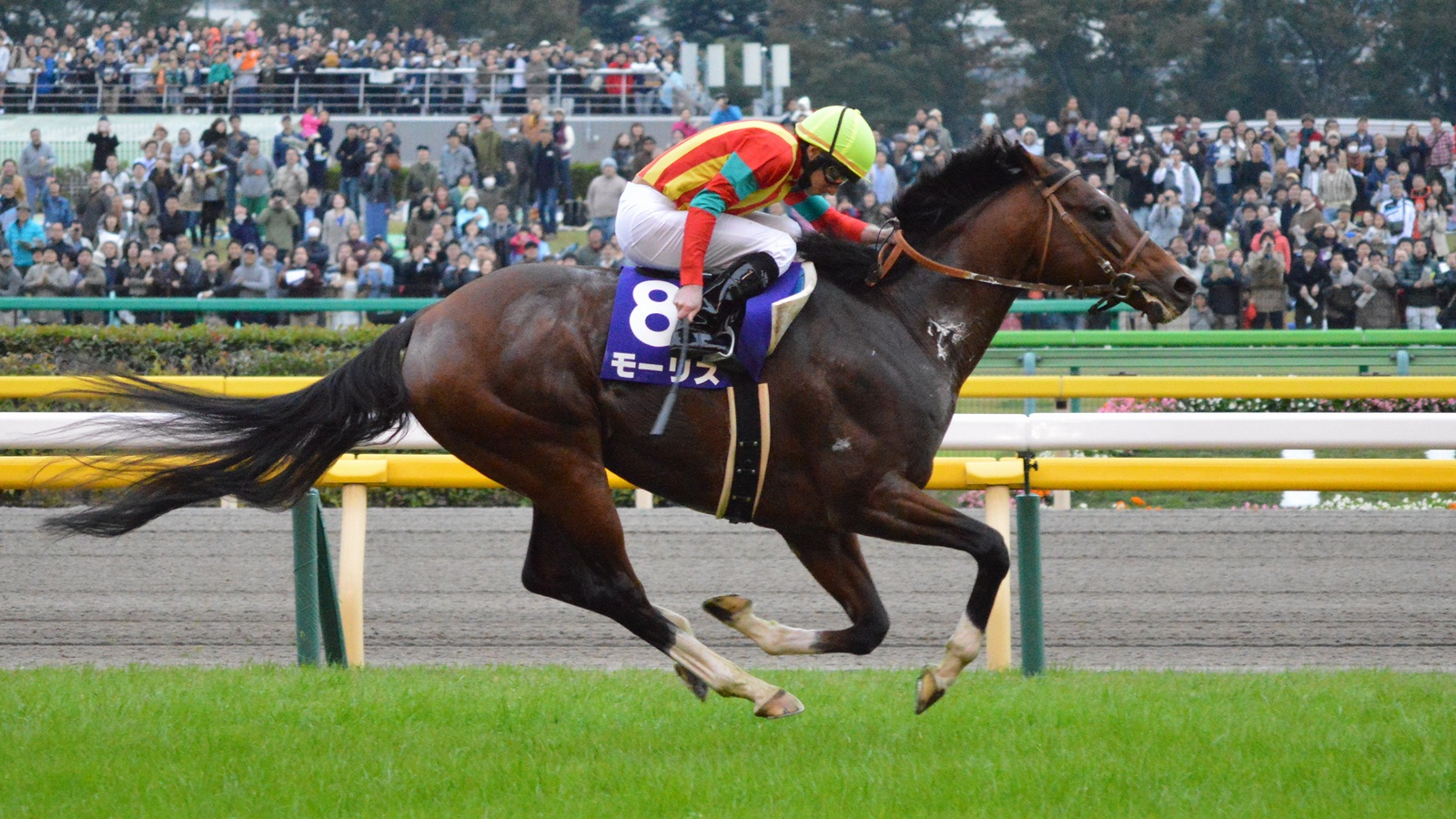
天皇賞（秋）

## 競走成績
| 競走日     | 競馬場 | 競走名               | 格       | 距離（馬場）   | 頭 数 | 枠 番 | 馬 番 | オッズ （人気） | 着順 | タイム （上り3F） | 着差 | 騎手       | 斤量 | 1着馬（2着馬）       |
| ---------- | ------ | -------------------- | -------- | -------------- | ----- | ----- | ----- | --------------- | ---- | ----------------- | ---- | ---------- | ---- | -------------------- |
| 2013.10.06 | 京都   | 2歳新馬              |          | 芝1400m（良）  | 12    | 4     | 4     | 004.3（1人）    | 01着 | R1:20.60（33.8）  | -0.5 | 内田博幸   | 55kg | （インヴォーク）     |
| 0000.11.09 | 東京   | 京王杯2歳S           | GII      | 芝1400m（良）  | 14    | 5     | 8     | 001.5（1人）    | 06着 | R1:23.50（33.1）  | -0.4 | R.ムーア   | 55kg | カラダレジェンド     |
| 0000.12.23 | 阪神   | 万両賞               | 500万下  | 芝1400m（良）  | 11    | 7     | 8     | 001.5（1人）    | 01着 | R1:22.70（35.1）  | -0.1 | 川田将雅   | 55kg | （フェルメッツァ）   |
| 2014.01.12 | 京都   | シンザン記念         | GIII     | 芝1600m（良）  | 13    | 7     | 11    | 006.4（3人）    | 05着 | R1:34.90（34.9）  | -1.1 | 内田博幸   | 56kg | ミッキーアイル       |
| 0000.03.23 | 中山   | スプリングS          | GII      | 芝1800m（良）  | 15    | 3     | 5     | 019.8（5人）    | 04着 | R1:48.80（35.1）  | -0.4 | 川田将雅   | 56kg | ロサギガンティア     |
| 0000.05.10 | 京都   | 京都新聞杯           | GII      | 芝2200m（良）  | 18    | 8     | 17    | 013.1（7人）    | 07着 | R2:11.50（35.8）  | -0.5 | 川田将雅   | 56kg | ハギノハイブリッド   |
| 0000.05.31 | 京都   | 白百合S              | OP       | 芝1800m（良）  | 12    | 1     | 1     | 007.1（4人）    | 03着 | R1:45.20（33.5）  | -0.1 | 浜中俊     | 56kg | ステファノス         |
| 2015.01.25 | 中山   | 若潮賞               | 1000万下 | 芝1600m（良）  | 16    | 4     | 7     | 001.9（1人）    | 01着 | R1:33.70（34.6）  | -0.5 | F.ベリー   | 56kg | （サクラダムール）   |
| 0000.03.07 | 中山   | スピカS              | 1600万下 | 芝1800m（稍）  | 11    | 1     | 1     | 001.5（1人）    | 01着 | R1:50.20（33.8）  | -0.1 | 戸崎圭太   | 57kg | （ダイワリベラル）   |
| 0000.04.05 | 中山   | ダービー卿CT         | GIII     | 芝1600m（良）  | 16    | 5     | 10    | 003.1（1人）    | 01着 | R1:32.20（33.0）  | -0.6 | 戸崎圭太   | 55kg | （クラリティシチー） |
| 0000.06.07 | 東京   | 安田記念             | GI       | 芝1600m（良）  | 17    | 3     | 6     | 003.7（1人）    | 01着 | R1:32.00（34.5）  | -0.0 | 川田将雅   | 58kg | （ヴァンセンヌ）     |
| 0000.11.22 | 京都   | マイルCS             | GI       | 芝1600m（良）  | 18    | 8     | 16    | 005.7（4人）    | 01着 | R1:32.80（33.1）  | -0.2 | R.ムーア   | 57kg | （フィエロ）         |
| 0000.12.13 | 沙田   | 香港マイル           | GI       | 芝1600m（良）  | 18    | 11    | 2     | 004.1（2人）    | 01着 | R1.33.92          | -0.1 | R.ムーア   | 57kg | （Giant Treasure）   |
| 2016.05.01 | 沙田   | チャンピオンズマイル | GI       | 芝1600m（良）  | 12    | 6     | 1     | 002.1（1人）    | 01着 | R1.34.08          | -0.3 | J.モレイラ | 57kg | （Contentment）      |
| 0000.06.05 | 東京   | 安田記念             | GI       | 芝1600m（良）  | 12    | 6     | 8     | 001.7（1人）    | 02着 | R1:33.20（34.0）  | -0.2 | T.ベリー   | 58kg | ロゴタイプ           |
| 0000.08.21 | 札幌   | 札幌記念             | GII      | 芝2000m（稍）  | 16    | 8     | 15    | 001.6（1人）    | 02着 | R2:02.00（36.3）  | -0.3 | J.モレイラ | 57kg | ネオリアリズム       |
| 0000.10.30 | 東京   | 天皇賞（秋）         | GI       | 芝2000m（良）  | 15    | 5     | 8     | 003.6（1人）    | 01着 | R1:59.30（33.8）  | -0.2 | R.ムーア   | 58kg | （リアルスティール） |
| 0000.12.11 | 沙田   | 香港カップ           | GI       | 芝2000ｍ（良） | 12    | 8     | 2     | 001.6（1人）    | 01着 | 02:00.95          | -0.5 | R.ムーア   | 57kg | （Secret Weapon）    |

## 種牡馬時代
2017年から北海道安平町の社台スタリオンステーションでスタッドインした。同年2月に同場で行われた社台スタリオンパレード2017ではミッキーアイル、自身と同じ堀宣行厩舎に在籍したドゥラメンテの2頭と共にお披露目され、初年度は265頭の繁殖牝馬と交配された。サンデーサイレンスを3代父に持つモーリスは同馬を祖父、あるいは母の父に持つ繁殖牝馬と交配されると「サンデーサイレンスの4×3」のインブリードが発生するため、中にはサンビスタ、シーザリオ、シンハライト、ジェンティルドンナ、ハープスター、ブエナビスタ、ブルーメンブラット、マルセリーナ、リトルアマポーラ、レジネッタ、レッドリヴェール、ヴィルシーナといったGI馬とも交配が行われた。
2018年1月10日、ノーザンファームにて初仔となる「アドマイヤテンバの2018」（後のベルエポック 牝馬・黒鹿毛）が誕生した。
2020年7月11日、函館競馬場の2歳新馬戦でカイザーノヴァがデビュー勝ちを収め、これが産駒の初勝利となった。
2021年1月10日、中京競馬場で行われたシンザン記念をピクシーナイトが勝利し、産駒の重賞初勝利となった。
2021年1月14日、オーストラリア・イーグルファーム競馬場第1レースでBalmauriceが勝利し、オーストラリアでの産駒初勝利となった。
2021年10月3日、ピクシーナイトがスプリンターズステークスを制し、産駒のGI初勝利を果たした。
シャトル種牡馬として繋養されているオーストラリアでは、本馬の種付け料が8万2500豪ドル（日本円で約770万円）と繋養先のアローフィールドスタッドで2位となるなど、オーストラリアでも注目されていると報道された。ヒトツやマズが活躍しており、それらを評価したためであるという。

### 主な産駒
太字はGIレースを表す

#### GI競走優勝馬
- 2018年産
  - ピクシーナイト（2021年シンザン記念、スプリンターズステークス）[76]
  - ヒトツ / Hitotsu[77]（2021年 ヴィクトリアダービー、2022年オーストラリアンギニー、オーストラリアンダービー）
  - マズ / Mazu（2022年アローフィールド3歳スプリント、ドゥームベン10000、2025年ホールマークステークス）
  - ジェラルディーナ（2022年オールカマー、エリザベス女王杯）[78]
  - ジャックドール（2022年金鯱賞、札幌記念、2023年大阪杯）[79]
- 2022年産
  - アドマイヤズーム（2024年朝日杯フューチュリティステークス）

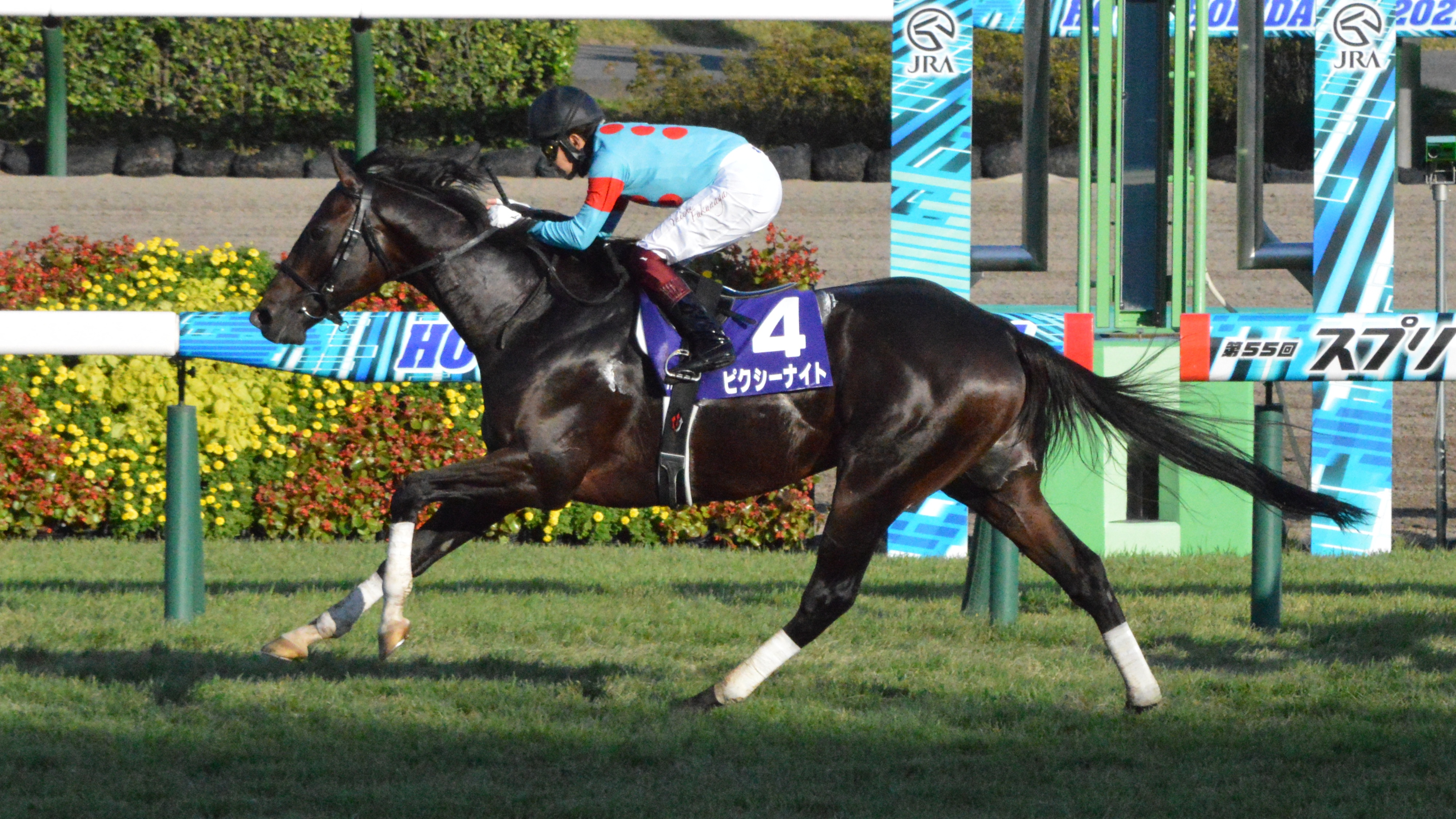
ピクシーナイト（2018年産）
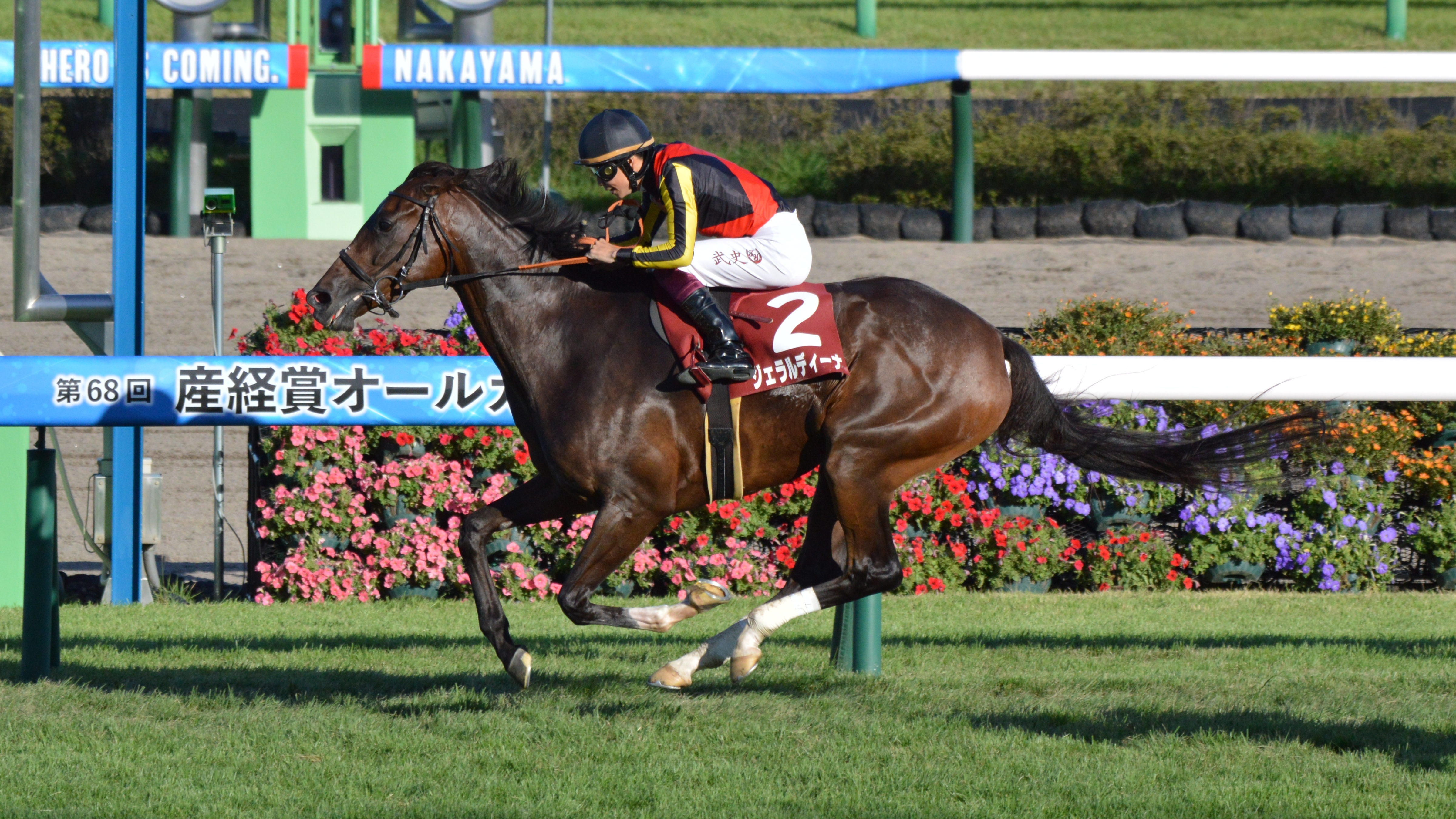
ジェラルディーナ（2018年産）
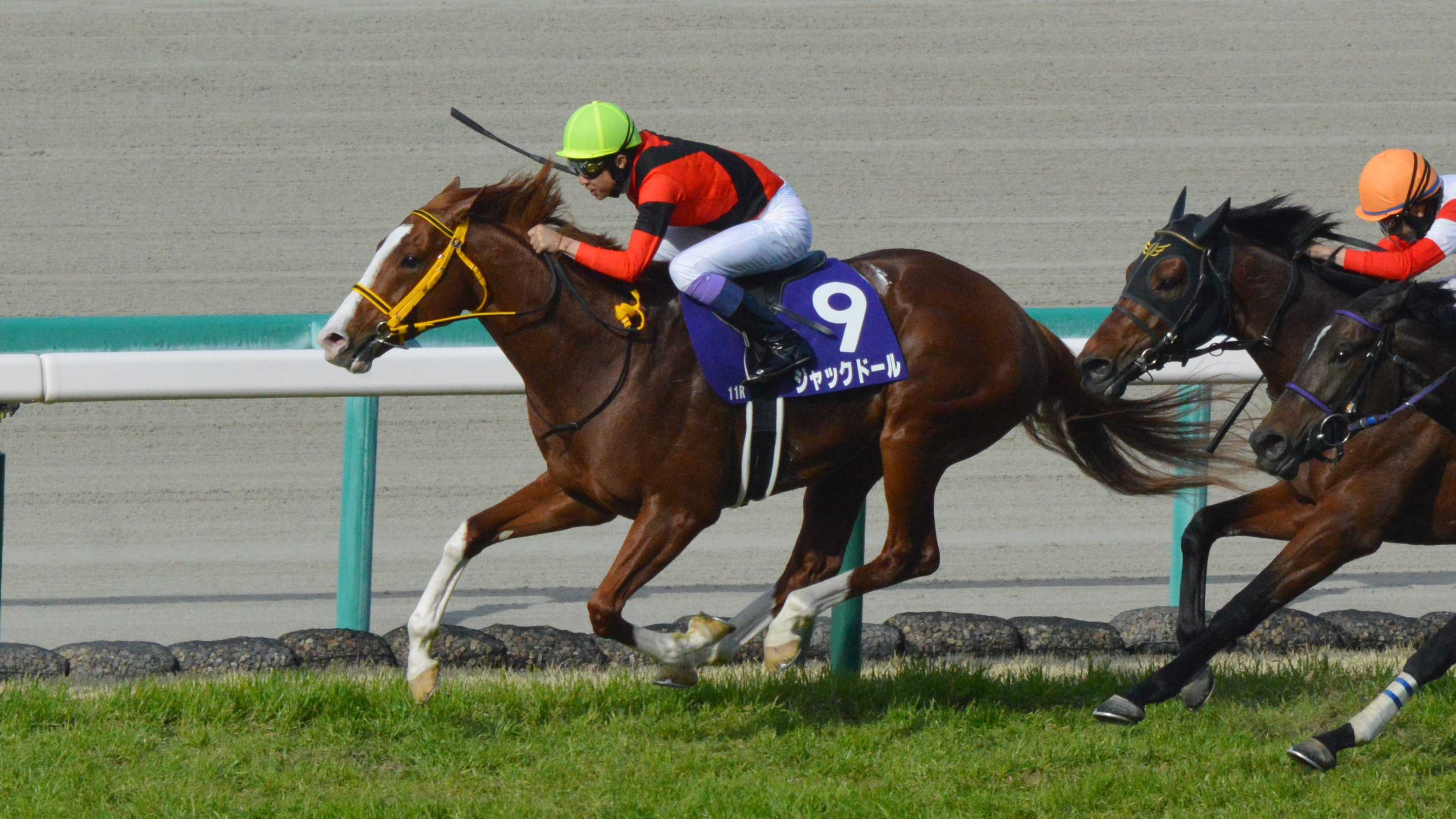
ジャックドール（2018年産）
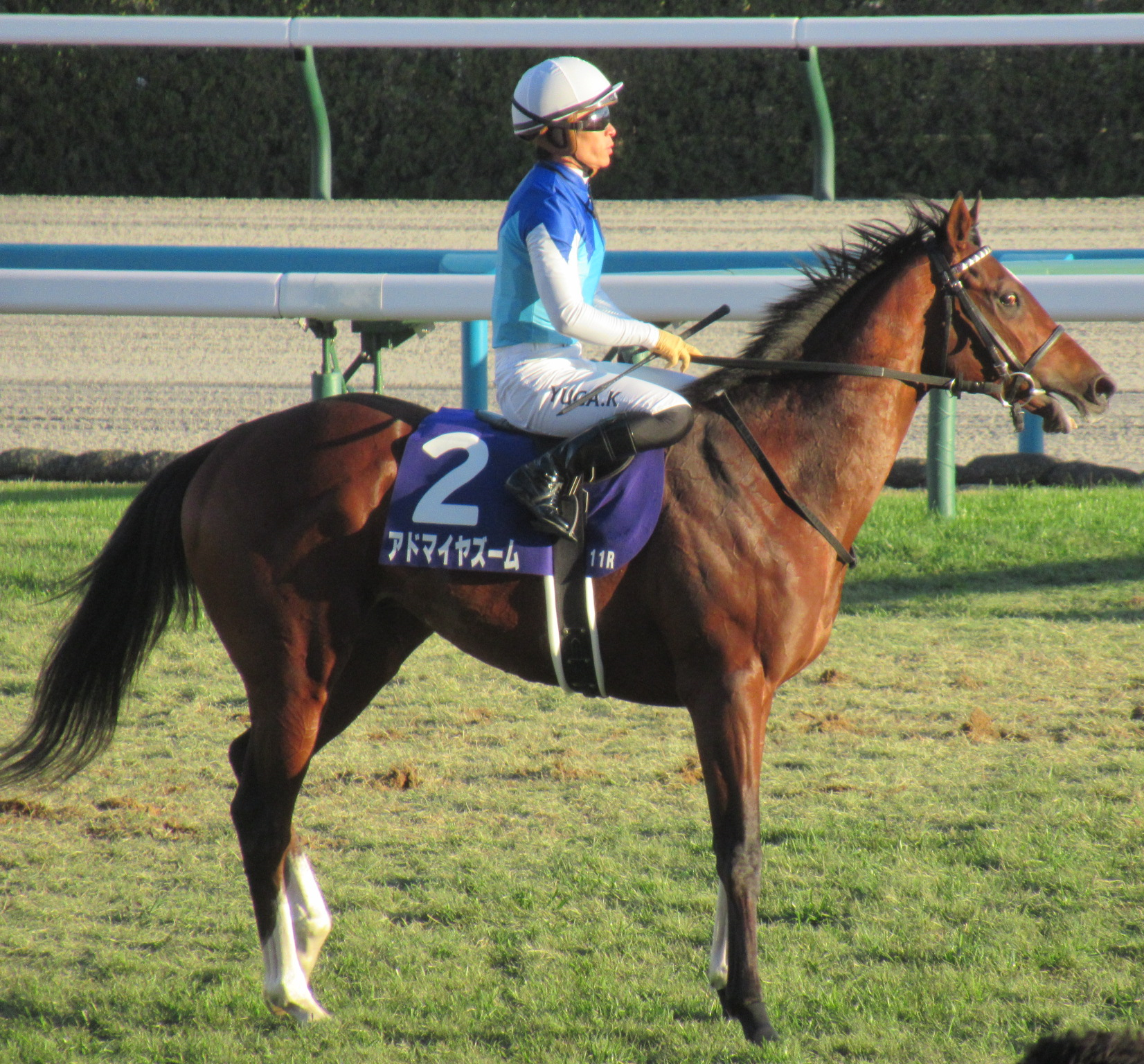
アドマイヤズーム(2022年産)

#### グレード制重賞勝利馬
- 2018年産
  - シゲルピンクルビー（2021年フィリーズレビュー[80]）
  - ルークズネスト（2021年ファルコンステークス[81]）
  - ノースブリッジ（2022年エプソムカップ、2023年アメリカジョッキークラブカップ、2024年札幌記念）[82]
  - ディヴィーナ（2023年府中牝馬ステークス）[83]
- 2019年産
  - カフジオクタゴン（2022年レパードステークス）[84]
  - キボウ / kibou（2022年アップアンドカミングステークス）
  - ラーグルフ（2023年中山金杯）[85]
  - バンクモール / Bank Maur（2023年アリスタークラークステークス）
  - マテンロウスカイ（2024年中山記念）
  - アルナシーム（2024年中京記念、2025年中山金杯）
  - サンライズアムール（2025年クラスターカップ）
- 2020年産
  - ノッキングポイント（2023年新潟記念）[86]
  - ジェンツァノ / Genzano（2023年NJCスプリングステークス）
- 2021年産
  - シュトラウス（2023年東京スポーツ杯2歳ステークス)
  - ダノンマッキンリー（2024年ファルコンステークス、スワンステークス）
- 2022年産
  - アルテヴェローチェ（2024年サウジアラビアロイヤルカップ）
  - エーテリウムガール / Ethereum Girl（2025年サウスオーストラリアンサイアーズプロデュースステークス）

#### 地方競馬重賞勝利馬
- 2020年産
  - テクノゴールド（2023年九州ダービー栄城賞）[87]
  - マッチャラッテ / Matcha Latte（2025年プロヴィンシャルミッドウェイチャンピオンシップスファイナル）

## 血統表
| モーリスの血統                  | モーリスの血統                                      | モーリスの血統                                      | （血統表の出典）                                    | （血統表の出典）  |
| 父系                            | ロベルト系                                          | ロベルト系                                          | ロベルト系                                          | [ § 2 ]           |
| 父 スクリーンヒーロー 2004 栗毛 | 父の父*グラスワンダー 1995 栗毛                     | Silver Hawk                                         | Roberto                                             | Roberto           |
| 父 スクリーンヒーロー 2004 栗毛 | 父の父*グラスワンダー 1995 栗毛                     | Silver Hawk                                         | Gris Vitesse                                        |                   |
| 父 スクリーンヒーロー 2004 栗毛 | 父の父*グラスワンダー 1995 栗毛                     | Ameriflora                                          | Danzig                                              | Danzig            |
| 父 スクリーンヒーロー 2004 栗毛 | 父の父*グラスワンダー 1995 栗毛                     | Ameriflora                                          | Graceful Touch                                      |                   |
| 父 スクリーンヒーロー 2004 栗毛 | 父の母ランニングヒロイン 1993 鹿毛                  | *サンデーサイレンス                                 | Halo                                                | Halo              |
| 父 スクリーンヒーロー 2004 栗毛 | 父の母ランニングヒロイン 1993 鹿毛                  | *サンデーサイレンス                                 | Wishing Well                                        |                   |
| 父 スクリーンヒーロー 2004 栗毛 | 父の母ランニングヒロイン 1993 鹿毛                  | ダイナアクトレス                                    | *ノーザンテースト                                   | *ノーザンテースト |
| 父 スクリーンヒーロー 2004 栗毛 | 父の母ランニングヒロイン 1993 鹿毛                  | ダイナアクトレス                                    | モデルスポート                                      |                   |
| 母 メジロフランシス 2001 鹿毛   | 母の父*カーネギー Carnegie 1991 鹿毛                | Sadler's Wells                                      | Northern Dancer                                     | Northern Dancer   |
| 母 メジロフランシス 2001 鹿毛   | 母の父*カーネギー Carnegie 1991 鹿毛                | Sadler's Wells                                      | Fairy Bridge                                        |                   |
| 母 メジロフランシス 2001 鹿毛   | 母の父*カーネギー Carnegie 1991 鹿毛                | Detroit                                             | Riverman                                            | Riverman          |
| 母 メジロフランシス 2001 鹿毛   | 母の父*カーネギー Carnegie 1991 鹿毛                | Detroit                                             | Derna                                               |                   |
| 母 メジロフランシス 2001 鹿毛   | 母の母メジロモントレー 1986 黒鹿毛                  | *モガミ                                             | Lyphard                                             | Lyphard           |
| 母 メジロフランシス 2001 鹿毛   | 母の母メジロモントレー 1986 黒鹿毛                  | *モガミ                                             | *ノーラック                                         |                   |
| 母 メジロフランシス 2001 鹿毛   | 母の母メジロモントレー 1986 黒鹿毛                  | メジロクインシー                                    | *フィディオン                                       | *フィディオン     |
| 母 メジロフランシス 2001 鹿毛   | 母の母メジロモントレー 1986 黒鹿毛                  | メジロクインシー                                    | メジロボサツ                                        |                   |
| 母系(F-No.)                     | デヴオーニア(USA)系(FN:10-d)                        | デヴオーニア(USA)系(FN:10-d)                        | デヴオーニア(USA)系(FN:10-d)                        | [ § 3 ]           |
| 5代内の近親交配                 | Northern Dancer 5×5×4×5、Hail to Reason 5×5（父内） | Northern Dancer 5×5×4×5、Hail to Reason 5×5（父内） | Northern Dancer 5×5×4×5、Hail to Reason 5×5（父内） | [ § 4 ]           |
| 出典                            | 1. 2. 3. 4.                                         | 1. 2. 3. 4.                                         | 1. 2. 3. 4.                                         | 1. 2. 3. 4.       |

- 祖母メジロモントレーは1990年アルゼンチン共和国杯など重賞4勝、4代母メジロボサツは1965年朝日杯3歳ステークスなど重賞3勝の実績がある。
- 祖母の従兄弟に1986年阪神大賞典勝ち馬のメジロボアール、3代母メジロクインシーの半兄に1971年弥生賞勝ち馬のメジロゲッコウがいる。